# Janice Man
Janice Man (chino simplificado: 文咏珊, chino tradicional: 文詠珊), es un actriz y modelo de moda de Hong Kong.

## Biografía
Janice comenzó a salir con Carl Wu (吳啟楠), después de cinco años en julio del 2019 la pareja anunció que estaban comprometidos, en septiembre del mismo año registraron su matrimonio y en octubre del mismo año realizarán la ceremonia en Italia.

## Carrera
Desde el 2014 es miembro de las agencias "JM Workshop Ltd" y "Sun Entertainment Culture Ltd", previamente formó parte de la agencia "Amusic" del 13 de agosto del 2009 al 2014.  

### Televisión y cine
El 2 de septiembre del 2010 se unió al elenco de la película Frozen donde interpretó a Gigi, la madre de Wing (Janice Vidal) y la novia de Kit (Aarif Rahman), que ha estado en coma durante 20 años después de sufrir un accidente automovilístico el día en que su hija nació.
El 29 de diciembre del 2011 se unió al elenco de la película Turning Point 2 donde dio vida a Carmen, la oficial ejecutiva de la oficina de seguridad que es el contacto de Leung Siu-tong (Michael Tse) de quien se enamora, pero que en realidad es una espía que trabaja para Fok Tin-yam (Francis Ng).
En septiembre del 2015 se unió al elenco de la serie Legend of Zu Mountain donde interpretó a Xiao Xi y a Zhou Qingyun, la estudiante de Zhuge Ziying (Liu Sitong) y la discípula de Xiao Ru (Wu Xiaoli), hasta el 2016.
En abril del 2015 se unió al elenco de la película Helios donde dio vida a Zhang Yiyun "Messenger", la asistente de Gam Dao-nin (Chang Chen).
El 8 de julio del 2016 se unió al elenco de la película Cold War 2 donde interpretó a Isabel Au, una abogada.
El 21 de noviembre del 2017 se unió al elenco de la serie Tribes and Empires: Storm of Prophecy donde dio vida a Pan Xi, un espíritu que vive en una perla mágica y el verdadero amor de Muyun Sheng (Huang Xuan), hasta el final de la serie el 4 de enero del 2018.
El 10 de marzo del 2019 se unió al elenco principal de la serie Nice to Meet You donde interpretó a Gao Jie, una mujer que sueña con convertirse en una diseñadora de joyas, hasta el final de la serie el 9 de abril del mismo año.
En el 2020 se unirá al elenco principal de la serie dramática The Message donde dará vida a Li Ning Yu.
Ese mismo año se unirá al elenco principal de la serie Demi-Gods and Semi-Devils donde interpretará a Wang Yuyan.

### Modelaje
Comenzó su carrera como modelo profesional a los 14 años cuando fue descubierta por buscadores de talento en las calles de Hong Kong.

## Filmografía

### Series de televisión
| Año             | Título                                | Personaje    | Notas        |
| --------------- | ------------------------------------- | ------------ | ------------ |
| 2020 - presente | Demi-Gods and Semi-Devils             | Wang Yuyan   |              |
| 2020 - presente | Hard Memory: Prisoner Under Fire      | Sarah        |              |
| 2020 - presente | The Message                           | Li Ning Yu   |              |
| 2019            | Nice to Meet You                      | Gao Jie      | 53 episodios |
| 2018            | The Great Adventurer Wesley           | Fong Tin-nga |              |
| 2017 - 2018     | Tribes and Empires: Storm of Prophecy | Panxi        | 75 episodios |
| 2016            | Shuttle Love Millennium               | Wang Lin     | 28 episodios |
| 2015 - 2016     | Legend of Zu Mountain                 | Zhou Qingyun |              |
| 2015            | The Graduation Song                   | Wang Duoying |              |

### Películas
| Año  | Título                            | Personaje        | Notas                                                                              |
| ---- | --------------------------------- | ---------------- | ---------------------------------------------------------------------------------- |
| 2020 | The Heaven Sword and Dragon Saber | Zhao Min         | junto a Raymond Lam, Sabrina Qiu, Louis Koo y Donnie Yen                           |
| 2017 | The Brink                         | Suet             | junto a Zhang Jin, Shawn Yue, Wu Yue, Tai Po y Cecilia So                          |
| 2016 | Cold War 2                        | Isabel Au        | junto a Aaron Kwok, Tony Leung Kar Fai, Chow Yun-Fat, Charlie Young y Aarif Rahman |
| 2016 | Nessun Dorma                      | -                | junto a Gordon Lam, Andy Hui, Wilfred Lau y Jacky Cai                              |
| 2015 | Paris Holiday                     | -                | junto a Louis Koo, Amber Kuo, Jeremy Tsui y Alex Fong                              |
| 2015 | Helios                            | Zhang Yiyun      | junto a Jacky Cheung, Nick Cheung, Shawn Yue, Wang Xueqi y Ji Jin-hee              |
| 2015 | Tales of Mystery                  | Pei Wen          | junto a Aarif Rahman, Zhu Zhu, Law Lan y Oscar Leung                               |
| 2014 | The Midnight After                | Yuki             | junto a Wong You-nam, Simon Yam, Kara Hui y Lam Suet                               |
| 2013 | Mortician                         | -                |                                                                                    |
| 2012 | Passion Island                    | Jennes           |                                                                                    |
| 2012 | Nightfall                         | Eva / Zoe / Tsui | junto a Nick Cheung, Simon Yam, Kay Tse, Michael Wong y Candice Yu                 |
| 2011 | Turning Point 2                   | Carmen           | junto a Michael Tse, Francis Ng, Chapman To, Bosco Wong y Kate Tsui                |
| 2011 | Punished                          | Daisy            | junto a Anthony Wong, Richie Ren, Maggie Cheung, Candy Lo y Lam Lei                |
| 2010 | Frozen                            | Gigi             | junto a Janice Vidal, Aarif Rahman, Wilfred Lau y Alfred Cheung                    |
| 2009 | Basic Love                        | June             | junto a Elanne Kong, Rex Ho, Xu Zheng Xi, James Ho y Cheng Pei-pei                 |
| 2008 | La Lingerie                       | Donut            | junto a Stephy Tang, JJ Jia, Kathy Yuen, Ronald Cheng y Wang Zulan                 |
| 2008 | See You in YouTube                | Janice           |                                                                                    |
| 2007 | Love Is Not All Around            | Exnovia de Nik   | junto a Alex Fong, Stephy Tang, Linda Chung y Hins Cheung                          |

### Programas de variedades
| Año  | Programa   | Notas                            |
| ---- | ---------- | -------------------------------- |
| 2019 | Happy Camp | invitada - junto a Zhang Ming En |

### Revistas / sesiones fotográficas
| Año  | Título                    | Notas                                  |
| ---- | ------------------------- | -------------------------------------- |
| 2019 | Harper’s Bazaar Hong Kong | (publicación de diciembre)             |
| 2019 | CosmoBride Hong Kong      | (publicación de noviembre)             |
| 2019 | ELLE Hong Kong            | (publicación de octubre)               |
| 2019 | CosmoBride China          | junto a Carl Wu                        |
| 2019 | Harper's Bazaar China     | junto a Chen Yuqi, Zhu Xudan y Su Qing |
| 2019 | World Fashion             | (publicación de julio)                 |
| -    | ELLE                      |                                        |
| -    | Marie Claire              |                                        |

### Anuncios
| Año | Título        | Notas |
| --- | ------------- | ----- |
| -   | Forever Mark  |       |
| -   | Adidas        |       |
| -   | Bausch & Lomb |       |
| -   | I.T. Group    |       |
| -   | Ipsa          |       |
| -   | Opaque        |       |

## Portavoz y embajadora
En 2011 fue portavoz para Dr. Kits Hong Kong. Ese mismo año se convirtió en portavoz para Bausch & Lomb (Serie Lacelle), así como para IPSA y Forevermark.
Del 2013 al 2014 fue portavoz para SK-II Facial Treatment Essence y en 2015 para Adidas Hong Kong’s Winter Jacket.

## Premios y nominaciones
| Año  | Categoría               | Premio                    | Trabajo    | Resultado |
| ---- | ----------------------- | ------------------------- | ---------- | --------- |
| 2017 | Best Supporting Actress | Hong Kong Film Award      | Cold War 2 | Ganó      |
| 2016 | Best Supporting Actress | Hong Kong Film Award      | Helios     | Ganó      |
| 2011 | Best Dressed            | 30th Hong Kong Film Award | -          | Ganó      |